# Niweat Siriwong
Niweat Siriwong (Nakhon Phanom, 18 luglio 1977) è un calciatore thailandese, difensore del Kasetsart.

## Caratteristiche tecniche
Difensore centrale, può essere impiegato anche come terzino destro.

## Carriera

### Club
Comincia a giocare in patria, al BBCU. Nel 2000 si trasferisce a Singapore, al Gombak United. Nel 2001 passa al Sembawang Rangers. Nel 2003 torna in patria, al BBCU. Nel 2004 viene acquistato dal Ngân hàng Đông Á, squadra della massima serie vietnamita. Nel 2006 passa al Tiền Giang. Nel 2008 torna in patria, al BEC Tero Sasana. Nel 2009 viene acquistato dal Pattaya United. Nel 2014 si trasferisce al Chonburi. Nel gennaio 2016 si accasa all'Ayutthaya Warrior. Il 15 luglio 2016 viene ufficializzato il suo passaggio al Pattaya United. Il 12 gennaio 2017 viene acquistato dal Kasetsart.

### Nazionale
Ha debuttato in Nazionale nel 1998. Ha partecipato, con la Nazionale, alla Coppa d'Asia 2000, alla Coppa d'Asia 2004 e alla Coppa d'Asia 2007. Ha fatto parte della rosa della Nazionale fino al 2012.